# Ținutul Covurluiului
Ținutul Covurluiului a fost unul dintre ținuturile Principatului Moldova, făcând parte din Țara de Jos și având centrul administrativ la Galați. El se învecina la vest cu ținutul Tecuciului, la nord cu ținutul Tutova, la nord și nord-est cu ținutul Fălciu, la est cu ținutul Tigheciului (ulterior cu raiaua Reni, din 1818 cu ținutul Ismail al Basarabiei și după 1856 cu județele Ismail și Cahul), la sud-est cu Dobrogea (cu granița pe fluviul Dunărea) și la sud cu județele muntenești Slam Râmnic și raiaua Brăila. 
Ținutul Covurluiului a existat de la începutul secolului al XV-lea și până în anul 1864, când ținuturile au fost desființate, iar teritoriul României a fost reorganizat în unități administrativ-teritoriale denumite județe. 

## Localizare
Ținutul Covurluiului se afla în sudul Moldovei, pe valea râului Covurlui, într-o zonă colinară de la marginea sudică a podișului Moldovei, ce coboară înspre Dunăre și Prut. Ea era delimitată de râurile Prut și Siret, precum și de fluviul Dunărea, întinzându-se în anumite perioade și în câmpiile de la est de Prut. 
Teritoriul ținutului a variat în diferite perioade, cuprinzând orașul Galați și târgurile Drăgușeni și Oancea. 

## Stemă

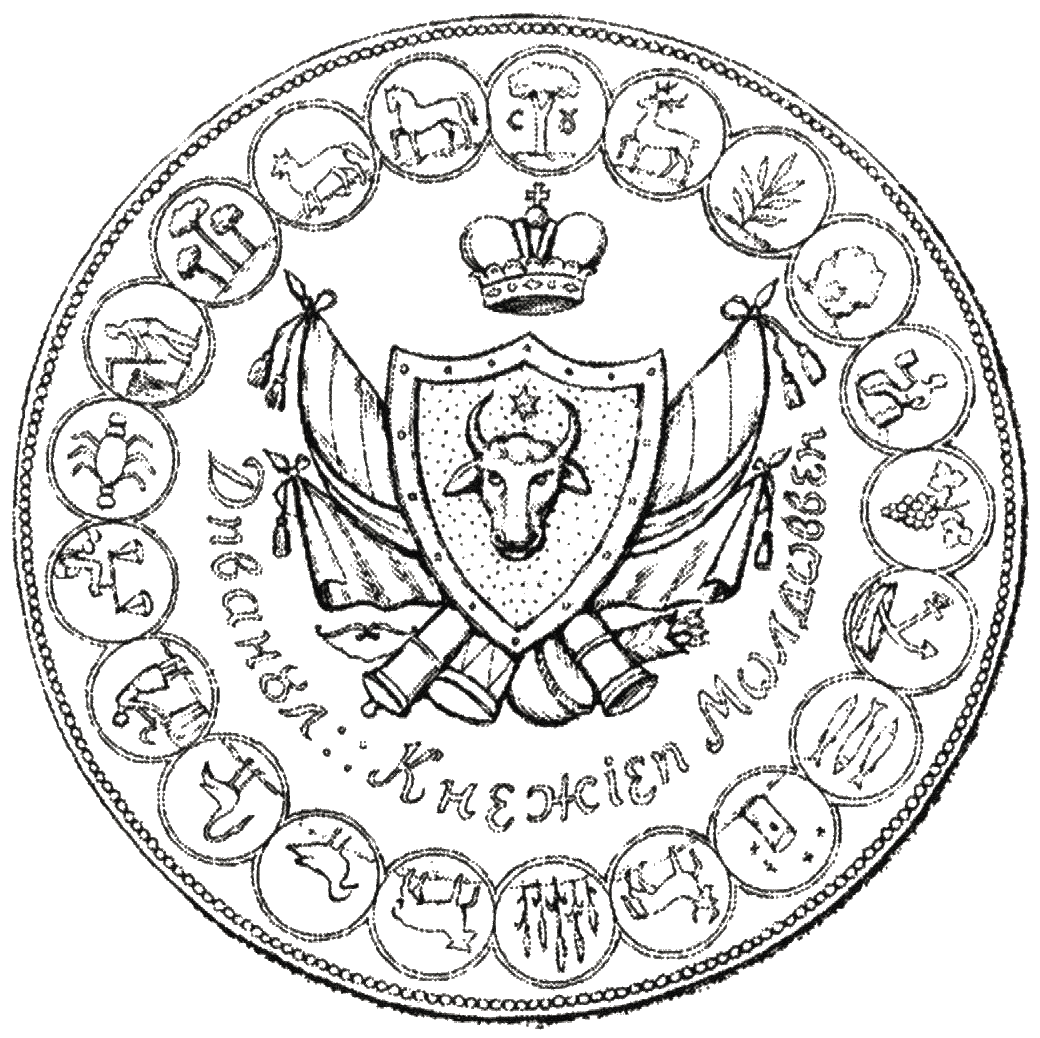
Sigiliul Divanului Cnejiei Moldovei cu stema Țării Moldovei înconjurată de 21 de medalioane cu stemele ținutale

Sigiliul Divanului Cnejiei Moldovei (cca. 1806 - 1812) - cea mai veche imagine cunoscută care a conservat simbolurile ținutale - conține stema ținutului Covurlui reprezentată de un medalion cu o barcă ieșind din senestra pe o apă având în ea o ancoră. Ancora se păstrează ca element central al stemei județului Covurlui.

## Istoric
Teritoriul de la vărsarea Siretului și Prutului în Dunăre a fost locuit în antichitate, aici existând un castru roman din vremea împăratului Traian (98-117), construit, probabil, pe locul unde se găsea la început o cetățuie dacică, întărită cu un val de pământ. Castrul se află pe înălțimea Tirighina de la Barboși, de lângă Galați, în apropiere de vărsarea Siretului în Dunăre, și este menționat de Dimitrie Cantemir astfel: „Nu departe de aici, la gura dinspre răsărit a Siretului, se văd ruinele unei cetăți foarte vechi, numită astăzi de locuitori Gherghina. Că această cetate a fost zidită pe vremea lui Traian se poate dovedi cu monezile dezgropate din dărâmături, ca și cu o lespede de marmură în care stă săpat: IMP. CAESARI DIV. FILIO NERVAE. TRAIANO. AGVSTO. GERM. DACICO. PONT. MAX. FEL. B. DICT. XVI. IMP. VI. CONS. VII. P. P. CALPVRINIO PVBLIO. MARCO. C. AVRELIO. RVFO.”
Mai târziu, începând cu domnia lui Alexandru cel Bun (1400-1432), dar mai ales sub domnia lui Ștefan cel Mare (1457-1504), unii oșteni vrednici, care se remarcau în luptă, erau împroprietăriți aici cu scopul de a apăra hotarul sudic al Moldovei.
Prima atestare documentară a acestui ținut apare într-un act din 1 septembrie 1435, prin care voievodul Iliaș (fiul lui Alexandru cel Bun) îi comunica lui Vladislav, „iubitului Crai al Poloniei, Lituaniei, Rusiei și Domnitor al multor țări”, că se împăcase cu fratele său Ștefan, căruia îi dăduse în stăpânire mai multe teritorii din partea de sud a țării, ce se aflau în ținutul Vasluiului, ținutul Tutova, ținutul Covurluiului și ținutul Tecuciului  („…orașul Vaslui și ocolul ce ascultă de acest oraș, și ținutul de la Tutova și târgul Bârladului, cu tot ocolul, și morile Covurluiului și orașul Tecuciu, cu tot ocolul, și Oltenii…”). Documentul a fost publicat de istoricul Mihai Costăchescu în volumul Documente moldovenești înainte de Ștefan cel Mare. Ținutul Covurluiului a fost menționat ulterior în acte domnești ale lui Ștefan cel Mare și urmașilor săi, precum și în lucrarea Descriptio Moldaviae, scrisă în perioada 1714-1716 de cărturarul Dimitrie Cantemir.
Potrivit Cronicii moldo-polone, o versiune a vechiului Letopiseț de la 1566, Moldova avea în cea de-a doua jumătate a secolului al XVI-lea un număr de 24 de ținuturi: Bârlad, Tecuci, Tigheci, Lăpușna, Vaslui, Orhei, Soroca, Hotin, Cernăuți, Suceava, Iași, Fălciu, Covurlui, Horincea, Putna, Adjud, Tutova, Trotuș, Bacău, Roman, Neamț, Cârligătura, Hârlău și Dorohoi. Catastiful de câșle (1591) al lui Petru Șchiopul menționează numai 22 de ținuturi, ținutul Horincea fiind contopit cu ținutul Covurlui, iar ținutul Adjud cu ținutul Putna.

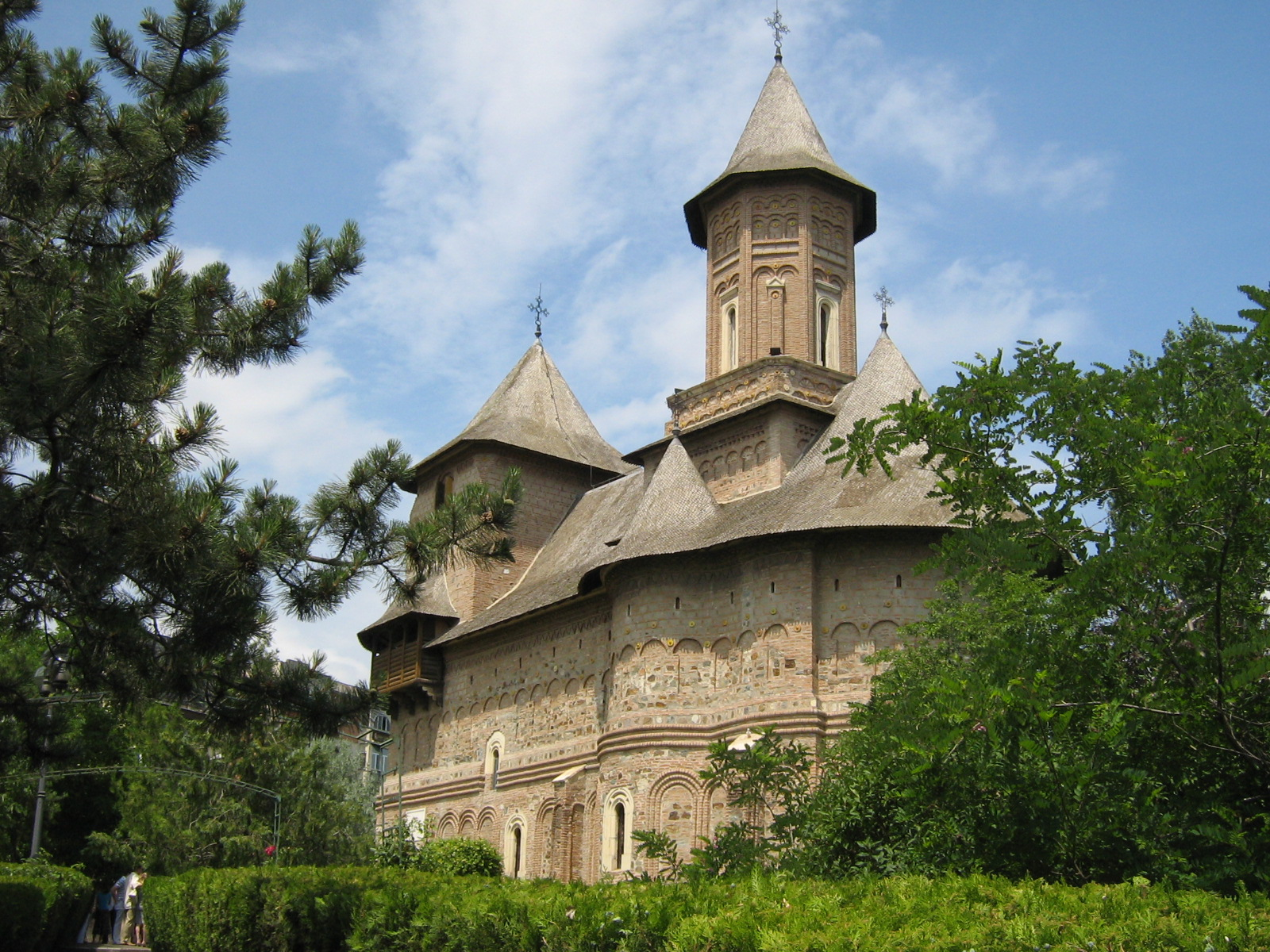
Biserica fortificată Sfânta Precista din Galați, construită între anii 1643-1647, în timpul domniei lui Vasile Lupu.

Aflat la granița Moldovei, ținutul Covurlui avea menirea de a apăra Moldova de atacurile turcilor și tătarilor. Pe aici treceau soliile moldovene către Constantinopol și tot pe aici intrau în țară domnii Moldovei, după ce fuseseră numiți de sultani. Ținutul Covurlui avea o mare importanță economică datorită amplasării sale la Dunăre, orașul-port Galați fiind tranzitat de numeroase corăbii ce plecau încărcate cu cereale și cherestea.
Potrivit lui Dimitrie Cantemir, Ținutul Covurluiului „și-a luat numele de la Valea Covurluiului, care, deși se întinde cale de opt ceasuri de mers, e totuși mereu seacă și numai arareori se umple cu apă”. Centrul ținutului era la Galați, „un târg care nu bate la ochi printr-o arhitectură frumoasă sau prin mărime, dar este târgul cel mai vestit al întregii Dunări. De două-trei ori pe an sosesc aici nu numai corăbii din porturile Mării Negre, din Crimeia, din Trapezunt, Sinope, Țarigrad, ci și din Egipet și chiar corăbii din Barbaria, care pleacă de aici încărcate cu lemn din Moldova, cu stejar, corn, brad, precum și cu miere, ceară, sare, unt, silitră și grâu, din care toți locuitorii Moldovei trag mari foloase”.
Reformele administrative introduse în secolul al XVII-lea de Constantin Mavrocordat a împărțit ținuturile în ocoale, numind în fruntea lor un pârcălab și un ispravnic. Pârcălabul avea atribuții administrative și fiscale, în timp ce ispravnicii aveau atribuții judecătorești și polițienești. Numărul ocoalelor a variat de la o perioadă la alta. În statistica Moldovei din 1803, extrasă din Condica Liuzilor, ținutul Covurlui era împărțit în patru ocoale: Horincea, Mijloc, Prut și Siret. Ținutul Covurluiului l-a avut ca pârcălab în 1833 pe postelnicul Ioan Cuza, iar apoi în 1856 și 1857 pe colonelul Alexandru Ioan Cuza, ales în ianuarie 1859 ca domn al Principatelor Unite.
Ținutul Covurluiului a fost desființat în anul 1864, în urma reformei administrative a Principatelor Române prin care s-au desființat toate ținuturile și s-au înființat județele. Teritoriul ținutului Covurlui a fost inclus în nou-înființatul județ Covurlui.